# Список послов Российской Федерации в государствах Европы
В статье представлен список чрезвычайных и полномочных послов Российской Федерации в государствах Европы. После даты назначения или освобождения от должности стоит номер соответствующего указа президента Российской Федерации.
При Ватикане и Мальтийском ордене (приравнен к суверенным государствам) до 17 марта 2010 года назначались не послы, а представители Российской Федерации. В соответствии с указом президента Российской Федерации от 3 декабря 2009 года № 1330 «Об установлении дипломатических отношений с Ватиканом» между Российской Федерацией и Ватиканом были установлены дипломатические отношения. А в соответствии с распоряжением Правительства Российской Федерации от 17 марта 2010 года № 359-р Представительство Российской Федерации при Ватикане преобразовано в Посольство Российской Федерации в Ватикане.
Посольства, консульства и другие представительства СССР за рубежом перешли в ведение Министерства иностранных дел РСФСР от упраздняемого Министерства внешних сношений СССР по указу президента РСФСР от 18 декабря 1991 года № 291 «О внешнеполитической службе РСФСР». Послы и представители СССР при этом не переназначались. Даты назначения послов Российской Федерации, назначенных ещё в качестве послов СССР, в списке не указаны.
В периоды времени между освобождением от должности одного и назначением нового посла его функции исполняет Временный поверенный в делах Российской Федерации, назначаемый из числа старших дипломатических сотрудников посольства (в некоторых странах такие периоды продолжаются по несколько месяцев).
В соответствии с указом президента Российской Федерации от 15 октября 1999 года № 1371 «О порядке присвоения и сохранения дипломатических рангов и об установлении ежемесячной надбавки к должностному окладу за дипломатический ранг» лицам, занимающим должность чрезвычайного и полномочного посла Российской Федерации (в иностранном государстве) присваиваются дипломатические ранги чрезвычайного и полномочного посла, чрезвычайного и полномочного посланника 1 класса.

## Абхазия
Республика Абхазия
1. Григорьев, Семён Вячеславович (25 октября 2008 г., № 1527 — 30 марта 2018 г., № 126)
2. Двинянин, Алексей Аркадьевич (30 марта 2018 г., № 127 — 17 марта 2022 г., № 122)
3. Литвинов, Максим Вадимович (17 марта 2022 г. — 31 мая 2022 г.) (временный поверенный)
4. Шургалин, Михаил Александрович (с 31 мая 2022 г., № 333)

## Австрия
Австрийская Республика
1. Попов, Валерий Николаевич (до 30 августа 1996 г., № 1310)
2. Гринин, Владимир Михайлович (30 августа 1996 г., № 1312 — 28 апреля 2000 г., № 769)
3. Головин, Александр Васильевич (4 августа 2000 г., № 1422 — 6 августа 2004 г., № 1011)
4. Осадчий, Станислав Вилиорович (6 августа 2004 г., № 1012 — 9 марта 2010 г., № 288)
5. Нечаев, Сергей Юрьевич (9 марта 2010 г., № 289 — 10 августа 2015 г., № 415)
6. Любинский, Дмитрий Евгеньевич (с 10 августа 2015 г., № 416)

## Албания
Республика Албания
1. Нерубайло, Виктор Ефимович (15 февраля 1991 г., № УП-1467 — 2 ноября 1996 г., № 1519)
2. Сапрыкин, Игорь Александрович (2 ноября 1996 г., № 1520 — 26 июля 2000 г., № 1370)
3. Токин, Владимир Николаевич (26 июля 2000 г., № 1371 — 26 августа 2005 г., № 986)
4. Прищепов, Александр Львович (26 августа 2005 г., № 987 — 28 января 2010 г., № 110)
5. Абрамов, Леонид Григорьевич (28 января 2010 г., № 111 — 10 июля 2014 г., № 508)
6. Карпушин, Александр Романович (10 июля 2014 г., № 509 — 16 сентября 2019 г., № 443)
7. Афанасьев, Михаил Юрьевич (16 сентября 2019 г., № 444 — 20 мая 2024 г., № 422)
8. Зайцев, Алексей Анатольевич (с 14 июня 2024 г., № 501)

## Андорра
Княжество Андорра (послами по совместительству назначаются послы в Испании)
1. Комплектов, Виктор Георгиевич (25 марта 1996 г., № 422 — 20 октября 1999 г., № 1405)
2. Майорский, Борис Григорьевич (20 октября 1999 г., № 1406 — 30 апреля 2002 г., № 440)
3. Камынин, Михаил Леонидович (30 апреля 2002 г., № 442 — 9 июня 2005 г., № 664)
4. Кузнецов, Александр Игоревич (9 июня 2005 г., № 665 — 20 февраля 2012 г., № 210)
5. Корчагин, Юрий Петрович (с 20 февраля 2012 г., № 212 — 18 ноября 2022 г., № 835)
6. Клименко, Юрий Николаевич (с 18 ноября 2022 г., № 837)

## Белоруссия
Республика Беларусь
1. Сапрыкин, Игорь Александрович (7 августа 1992 г., № 888 — 25 ноября 1996 г., № 1602)
2. Лощинин, Валерий Васильевич (25 ноября 1996 г., № 1603 — 24 февраля 1999 г., № 242)
3. Долгов, Вячеслав Иванович (24 февраля 1999 г., № 243 — 17 июня 2002 г., № 597)
4. Блохин, Александр Викторович (26 июля 2002 г., № 783 — 14 июля 2005 г., № 799)
5. Аяцков, Дмитрий Фёдорович (назначен Указом Президента от 14 июля 2005 г. № 800, Указ о назначении признан утратившим силу Указом Президента от 30 ноября 2005 г. № 1379)
6. Суриков, Александр Александрович (6 февраля 2006 г., № 79 — 24 августа 2018 г., № 494)
7. Бабич, Михаил Викторович (24 августа 2018 г., № 495 — 30 апреля 2019 г., № 200)
8. Мезенцев, Дмитрий Фёдорович (30 апреля 2019 г., № 201 — 19 марта 2021 г., № 155)
9. Лукьянов, Евгений Владимирович (23 марта 2021 г., № 177 — 14 января 2022 г., № 10)
10. Грызлов, Борис Вячеславович (с 14 января 2022 г., № 11)

## Бельгия
Королевство Бельгия
1. Афанасьевский, Николай Николаевич (до 3 октября 1994 г., № 1959)
2. Чуркин, Виталий Иванович (3 октября 1994 г., № 1960 — 25 февраля 1998 г., № 198)
3. Кисляк, Сергей Иванович (25 февраля 1998 г., № 199 — 4 июля 2003 г., № 731)
4. Луков, Вадим Борисович (15 июня 2004 г., № 776 — 19 ноября 2009 г., № 1299)
5. Романов, Александр Александрович (19 ноября 2009 г., № 1300 — 16 июня 2016 г., № 289)
6. Токовинин, Александр Аврельевич (16 июня 2016 г., № 290 — 29 июля 2025 г., № 526)
7. Гончар, Денис Владимирович (с 29 июля 2025 г., № 527)

## Болгария
Республика Болгария
1. Шарапов, Виктор Васильевич (до 22 апреля 1992 г., № 413)
2. Авдеев, Александр Алексеевич (28 июля 1992 г., № 805 — 2 ноября 1996 г., № 1517)
3. Керестеджиянц, Леонид Владимирович (2 ноября 1996 г., № 1518 — 31 декабря 1999 г., № 1775)
4. Титов, Владимир Геннадиевич (31 декабря 1999 г., № 1776 — 25 мая 2004 г., № 673)
5. Потапов, Анатолий Викторович (25 мая 2004 г., № 674 — 14 июля 2008 г., № 1090)
6. Исаков, Юрий Николаевич (14 июля 2008 г., № 1091 — 17 августа 2016 г., № 412)
7. Макаров, Анатолий Анатольевич (17 августа 2016 г., № 413 — 15 января 2021 г., № 23)
8. Митрофанова, Элеонора Валентиновна (с 15 января 2021 г., № 24)

## Босния и Герцеговина
Босния и Герцеговина
1. Герасимов, Яков Фёдорович (1996 г. — 1998 г., указы о назначении на должность и освобождении от должности не найдены)
2. Сидорский, Филипп Филиппович (26 января 1998 г., № 69 — 25 декабря 2000 г., № 2068)
3. Грищенко, Александр Сергеевич (25 декабря 2000 г., № 2069 — 30 марта 2005 г., № 364)
4. Шувалов, Константин Викторович (30 марта 2005 г., № 365 — 1 сентября 2009 г., № 993)
5. Боцан-Харченко, Александр Аркадьевич (1 сентября 2009 г., № 994 — 6 августа 2014 г., № 556)
6. Иванцов, Пётр Анатольевич (6 августа 2014 г., № 557 — 6 ноября 2020 г., № 679)
7. Калабухов, Игорь Андреевич (с 6 ноября 2020 г., № 680)

## Ватикан
Представители Российской Федерации при Ватикане
1. Карлов, Юрий Евгеньевич (до 26 мая 1995 г., № 527)
2. Костиков, Вячеслав Васильевич (26 мая 1995 г., № 528 — 19 сентября 1996 г., № 1374)
3. Уранов, Геннадий Васильевич (19 сентября 1996 г., № 1376 — 11 января 2001 г., № 16)
4. Литвин, Виталий Яковлевич (11 января 2001 г., № 17 — 26 августа 2005 г., № 988)
5. Садчиков, Николай Иванович (26 августа 2005 г., № 989 — 31 мая 2010 г., № 654)

Чрезвычайные и полномочные послы Российской Федерации в Ватикане
1. Садчиков, Николай Иванович (31 мая 2010 г., № 654 — 11 января 2013 г., № 16)
2. Авдеев, Александр Алексеевич (11 января 2013 г., № 17 — 16 мая 2023 г., № 352)
3. Солтановский, Иван Дмитриевич (с 16 мая 2023 г., № 353)

## Великобритания
Соединенное Королевство Великобритании и Северной Ирландии
1. Панкин, Борис Дмитриевич (до 16 сентября 1993 г., № 1388)
2. Адамишин, Анатолий Леонидович (5 сентября 1994 г., № 1842 — 6 июня 1997 г., № 556)
3. Фокин, Юрий Евгеньевич (6 июня 1997 г., № 558 — 20 января 2000 г., № 80)
4. Карасин, Григорий Борисович (6 марта 2000 г., № 468 — 9 июня 2005 г., № 667)
5. Федотов, Юрий Викторович (9 июня 2005 г., № 668 — 27 августа 2010 г., № 1081)
6. Яковенко, Александр Владимирович (24 января 2011 г., № 85 — 26 августа 2019 г., № 399)
7. Келин, Андрей Владимирович (с 5 ноября 2019 г., № 545)

## Венгрия
Венгрия
1. Абоимов, Иван Павлович (до 15 ноября 1996 г., № 1547)
2. Богданов, Феликс Петрович (15 ноября 1996 г., № 1548 — 21 апреля 2000 г., № 704)
3. Мусатов, Валерий Леонидович (21 апреля 2000 г., № 705 — 17 января 2006 г., № 31)
4. Савольский, Игорь Сергеевич (17 января 2006 г., № 32 — 23 сентября 2009 г., № 1071)
5. Толкач, Александр Александрович (23 сентября 2009 г., № 1072 — 24 сентября 2014 г., № 641)
6. Сергеев, Владимир Николаевич (24 сентября 2014 г., № 642 — 18 февраля 2021 г., № 101)
7. Станиславов, Евгений Арнольдович (с 18 февраля 2021 г., № 102)

## Германия
Федеративная Республика Германия
1. Терехов, Владислав Петрович (до 3 сентября 1997 г., № 976)
2. Крылов, Сергей Борисович (3 сентября 1997 г., № 978 — 25 февраля 2004 г., № 269)
3. Котенев, Владимир Владимирович (5 апреля 2004 г., № 480 — 21 июня 2010 г., № 763)
4. Гринин, Владимир Михайлович (21 июня 2010 г., № 765 — 10 января 2018 г., № 8)
5. Нечаев, Сергей Юрьевич (с 10 января 2018 г., № 9)

## Греция
Греческая Республика
1. Николаенко, Валерий Дмитриевич (18 марта 1992 г., № 287 — 17 апреля 1997 г., № 384)
2. Матвиенко, Валентина Ивановна (2 октября 1997 г., № 1064 — 24 сентября 1998 г., № 1147)
3. Бочарников, Михаил Николаевич (13 января 1999 г., № 99 — 10 ноября 2003 г., № 1325)
4. Вдовин, Андрей Валентинович (17 ноября 2003 г., № 1356 — 24 декабря 2008 г., № 1844)
5. Чхиквишвили, Владимир Ираклиевич (24 декабря 2008 г., № 1845 — 16 июня 2014 г., № 429)
6. Маслов, Андрей Михайлович (с 16 июня 2014 г., № 430)

## Дания
Королевство Дания
1. Обухов, Алексей Александрович (22 апреля 1992 г., № 419 — 25 ноября 1996 г., № 1596)
2. Чепурин, Александр Васильевич (25 ноября 1996 г., № 1597 — 15 декабря 1999 г., № 1636)
3. Бордюжа, Николай Николаевич (21 декабря 1999 г., № 1670 — 16 апреля 2003 г., № 442)
4. Рюриков, Дмитрий Борисович (1 августа 2003 г., № 862 — 14 сентября 2007 г., № 1200)
5. Рамишвили, Теймураз Отарович (14 сентября 2007 г., № 1201 — 6 апреля 2012 г., № 406)
6. Ванин, Михаил Валентинович (6 апреля 2012 г., № 407 — 12 декабря 2018 г., № 711)
7. Барбин, Владимир Владимирович (с 12 декабря 2018 г., № 712)

## Ирландия
Ирландия
1. Козырев, Николай Иванович (10 февраля 1992 г., № 127 — 6 апреля 1998 г., № 358)
2. Михайлов, Евгений Николаевич (6 апреля 1998 г., № 359 — 29 декабря 2001 г., № 1504)
3. Рахманин, Владимир Олегович (29 декабря 2001 г., № 1506 — 20 октября 2006 г., № 1168)
4. Тимошкин, Михаил Евгеньевич (20 октября 2006 г., № 1169 — умер 22 мая 2011 г.)
5. Пешков, Максим Александрович (20 февраля 2012 г., № 207 — 26 июля 2017 г. 335)
6. Филатов, Юрий Анатольевич (с 26 июля 2017 г. 336)

## Исландия
Исландия — Республика Исландия
1. Красавин, Игорь Николаевич (до 2 марта 1992 г., № 221)
2. Решетов, Юрий Александрович (18 марта 1992 г., № 278 — 2 апреля 1998 г., № 338)
3. Зайцев, Анатолий Сафронович (2 апреля 1998 г., № 339 — 28 февраля 2002 г., № 246)
4. Ранних, Александр Александрович (28 февраля 2002 г., № 247 — 15 декабря 2005 г., № 1444)
5. Татаринцев, Виктор Иванович (17 апреля 2006 г., № 379 — 18 января 2010 г., № 78)
6. Цыганов, Андрей Васильевич (18 января 2010 г., № 79 — 6 марта 2014 г., № 124)
7. Васильев, Антон Всеволодович (6 марта 2014 г., № 125 — 11 ноября 2020 г., № 696)
8. Носков, Михаил Викторович (11 ноября 2020 г., № 697 — 11 сентября 2023 г., № 666)

## Испания
Королевство Испания
1. Иванов, Игорь Сергеевич (до 5 июля 1994 г., № 1392)
2. Комплектов, Виктор Георгиевич (13 сентября 1994 г., № 1916 — 20 октября 1999 г., № 1405)
3. Майорский, Борис Григорьевич (20 октября 1999 г., № 1406 — 30 апреля 2002 г., № 440)
4. Камынин, Михаил Леонидович (30 апреля 2002 г., № 441 — 9 июня 2005 г., № 664)
5. Кузнецов, Александр Игоревич (9 июня 2005 г., № 665 — 20 февраля 2012 г., № 210)
6. Корчагин, Юрий Петрович (20 февраля 2012 г., № 211 — 18 ноября 2022 г., № 835)
7. Клименко, Юрий Николаевич (с 18 ноября 2022 г., № 836)

## Италия
Итальянская Республика
1. Адамишин, Анатолий Леонидович (до 24 декабря 1992 г., № 1636)
2. Кеняйкин, Валерий Фёдорович (11 декабря 1993 г., № 2128 — 9 октября 1997 г., № 1110)
3. Спасский, Николай Николаевич (14 ноября 1997 г., № 1221 — 16 декабря 2003 г., № 1490)
4. Мешков, Алексей Юрьевич (20 января 2004 г., № 65 — 14 декабря 2012 г., № 1663)
5. Разов, Сергей Сергеевич (6 мая 2013 г., № 439 — 4 апреля 2023 г., № 241)
6. Парамонов, Алексей Владимирович (с 4 апреля 2023 г., № 242)

## Латвия
Латвийская Республика
1. Ранних, Александр Александрович (2 марта 1992 г., № 225 — 25 ноября 1996 г., № 1600)
2. Удальцов, Александр Иванович (25 ноября 1996 г., № 1601 — 13 февраля 2001 г., № 158)
3. Студенников, Игорь Иванович (13 февраля 2001 г., № 159 — 1 сентября 2004 г., № 1133)
4. Калюжный, Виктор Иванович (1 сентября 2004 г., № 1134 — 11 января 2008 г., № 29)
5. Вешняков, Александр Альбертович (11 января 2008 г., № 30 — 15 декабря 2016 г., № 673)
6. Лукьянов, Евгений Владимирович (15 декабря 2016 г., № 674 — 25 марта 2021 г., № 176)
7. Ванин, Михаил Валентинович (28 сентября 2021 г., № 551 — 31 марта 2023 г., № 222)

## Литва
Литовская Республика
1. Обёртышев, Николай Михайлович (6 августа 1992 г., № 887 — 14 августа 1996 г., № 1175)
2. Мозель, Константин Николаевич (2 ноября 1996 г,. № 1521 — 27 августа 1999 г., № 1124)
3. Зубаков, Юрий Антонович (27 августа 1999 г., № 1125 — 1 августа 2003 г., № 859)
4. Цепов, Борис Анатольевич (30 сентября 2003 г., № 1128 — 5 мая 2008 г., № 675)
5. Чхиквадзе, Владимир Викторович (5 мая 2008 г., № 676 — 1 октября 2013 г., № 757)
6. Удальцов, Александр Иванович (1 октября 2013 г., № 758 — 16 октября 2020 г., № 630)
7. Исаков, Алексей Викторович (с 16 октября 2020 г., № 631)

## Лихтенштейн
Княжество Лихтенштейн (послами по совместительству назначаются послы в Швейцарии)
1. Степанов, Андрей Иванович (28 февраля 1995 г., № 225 — 21 октября 1999 г., № 1409)
2. Черкашин, Дмитрий Дмитриевич (1 февраля 2001 г., № 109 — 12 сентября 2007 г., № 1185)
3. Братчиков, Игорь Борисович (12 сентября 2007 г., № 1187 — 21 февраля 2012 г., № 220)
4. Головин, Александр Васильевич (21 февраля 2012 г., № 222 — 9 декабря 2016 г., № 660)
5. Гармонин, Сергей Викторович (с 9 декабря 2016 г., № 662)

## Люксембург
Великое Герцогство Люксембург
1. Айтматов, Чингиз Торекулович (до 6 января 1994 г., № 26)
2. Глухов, Алексей Ильич (6 января 1994 г., № 27 — 23 июля 1997 г., № 770)
3. Кривоногов, Олег Викторович (6 сентября 1997 г., № 998 — 9 ноября 2001 г., № 1305)
4. Капралов, Юрий Семёнович (9 ноября 2001 г., № 1306 — 25 июля 2005 г., № 862)
5. Малаян, Эдуард Рубенович (25 июля 2005 г., № 863 — 16 сентября 2009 г., № 1035)
6. Шульгин, Александр Васильевич (16 сентября 2009 г., № 1036 — 2 октября 2012 г., № 1343)
7. Энтин, Марк Львович (2 октября 2012 г., № 1344 — 20 января 2016 г., № 23)
8. Сорокин, Виктор Александрович (20 января 2016 г., № 24 — 17 сентября 2020 г., № 565)
9. Лобанов, Дмитрий Дмитриевич (с 17 сентября 2020 г., № 566)

## Мальта
Республика Мальта
1. Матвиенко, Валентина Ивановна (до 21 сентября 1994 г., № 1951)
2. Михайлов, Евгений Николаевич (21 сентября 1994 г., № 1952 — 20 сентября 1996 г., № 1381)
3. Исаков, Виктор Фёдорович (20 сентября 1996 г., № 1382 — 30 апреля 1999 г., № 537)
4. Зотов, Сергей Сергеевич (30 апреля 1999 г., № 538 — 5 августа 2002 г., № 857)
5. Власов, Валентин Степанович (5 августа 2002 г., № 858 — 27 февраля 2006 г., № 170)
6. Грановский, Андрей Евгеньевич (27 февраля 2006 г., № 171 — 10 сентября 2010 г., № 1123)
7. Марчук, Борис Юрьевич (10 сентября 2010 г., № 1124 — 12 декабря 2014 г., № 762)
8. Малыгин, Владимир Ардалионович (12 декабря 2014 г., № 763 — 29 октября 2021 г., № 607)
9. Лопухов, Андрей Георгиевич (с 29 октября 2021 г., № 608)

## Мальтийский орден
Представители Российской Федерации при Мальтийском ордене — Представители Российской Федерации при Суверенном Мальтийском ордене (представителями по совместительству назначаются послы в Ватикане)
1. Карлов, Юрий Евгеньевич (31 декабря 1992 г., № 1746 — 26 мая 1995 г., № 527)
2. Костиков, Вячеслав Васильевич (26 мая 1995 г., № 528 — 19 сентября 1996 г., № 1374)
3. Уранов, Геннадий Васильевич (19 сентября 1996 г., № 1376 — 11 января 2001 г., № 16)
4. Литвин, Виталий Яковлевич (16 февраля 2001 г., № 188 — 26 августа 2005 г., № 988)
5. Садчиков, Николай Иванович (26 августа 2005 г., № 989 — 11 января 2013 г., № 16)
6. Авдеев, Александр Алексеевич (11 января 2013 г., № 18 — 16 мая 2023 г., № 352)
7. Солтановский, Иван Дмитриевич (с 23 мая 2023 г., № 371)

## Молдавия
Республика Молдова — Республика Молдавия — Республика Молдова
1. Плечко, Владимир Яковлевич (18 марта 1992 г., № 282 — 11 мая 1995 г., № 480)
2. Папкин, Александр Васильевич (11 мая 1995 г., № 481 — 20 октября 1999 г., № 1407)
3. Петровский, Павел Фёдорович (20 октября 1999 г., № 1408 — 1 августа 2003 г., № 860)
4. Зубаков, Юрий Антонович (1 августа 2003 г., № 861 — 24 апреля 2004 г., № 560)
5. Рябов, Николай Тимофеевич (19 октября 2004 г., № 1332 — 27 июля 2007 г., № 976)
6. Кузьмин, Валерий Иванович (27 июля 2007 г., № 977 — 5 апреля 2012 г., № 391)
7. Мухаметшин, Фарит Мубаракшевич (5 апреля 2012, № 392 — 2 июля 2018, № 397)
8. Васнецов, Олег Владимирович (2 июля 2018, № 398 — 10 сентября 2024, № 770)
9. Озеров, Олег Борисович (с 10 сентября 2024, № 771)

## Монако
Княжество Монако (послами по совместительству назначаются послы во Франции)
1. Авдеев, Александр Алексеевич (16 марта 2007 г., № 337 — 12 мая 2008 г., № 739)
2. Орлов, Александр Константинович (1 декабря 2008 г., № 1664 — 23 октября 2017 г., № 507)
3. Мешков, Алексей Юрьевич (с 23 октября 2017 г., № 509)

## Нидерланды
Королевство Нидерландов
1. Чикваидзе, Александр Давидович (до 18 марта 1992 г., № 280)
2. Скотников, Леонид Алексеевич (18 марта 1992 г., № 281 — 17 апреля 1998 г., № 399)
3. Ходаков, Александр Георгиевич (17 апреля 1998 г., № 408 — 20 августа 2003 г., № 975)
4. Геворгян, Кирилл Горациевич (20 августа 2003 г., № 976 — 5 ноября 2009 г., № 1238)
5. Колодкин, Роман Анатольевич (5 ноября 2009 г., № 1239 — 15 сентября 2015 г., № 462)
6. Шульгин, Александр Васильевич (15 сентября 2015 г., № 463 — 5 декабря 2023 г., № 930)
7. Тарабрин, Владимир Евгеньевич (с 5 декабря 2023 г., № 931)

## Норвегия
Королевство Норвегия
1. Тищенко, Анатолий Федосеевич (до 4 января 1995 г., № 5)
2. Фокин, Юрий Евгеньевич (4 января 1995 г., № 6 — 6 июня 1997 г., № 557)
3. Квицинский, Юлий Александрович (23 июля 1997 г., № 772 — 16 декабря 2003 г., № 1491)
4. Панов, Александр Николаевич (29 апреля 2004 г., № 570 — 20 июня 2006 г., № 616)
5. Андреев, Сергей Вадимович (20 июня 2006 г., № 617 — 20 июля 2010 г., № 923)
6. Павловский, Вячеслав Альфредович (20 июля 2010 г., № 924 — 5 мая 2016 г., № 213)
7. Рамишвили, Теймураз Отарович (11 октября 2016 г., № 540 — 1 октября 2024 г., № 838)
8. Корчунов, Николай Викторович (с 1 октября 2024 г., № 839)

## Польша
Республика Польша
1. Кашлев, Юрий Борисович (до 2 ноября 1996 г., № 1522)
2. Драчевский, Леонид Вадимович (2 ноября 1996 г., № 1523 — 16 ноября 1998 г., № 1395)
3. Разов, Сергей Сергеевич (13 апреля 1999 г., № 475 — 23 февраля 2002 г., № 228)
4. Афанасьевский, Николай Николаевич (23 февраля 2002 г., № 229 — умер 23 июня 2005 г.)
5. Гринин, Владимир Михайлович (21 апреля 2006 г., № 417 — 21 июня 2010 г., № 764)
6. Алексеев, Александр Николаевич (21 июня 2010 г., № 766 — 26 августа 2014 г., № 581)
7. Андреев, Сергей Вадимович (с 26 августа 2014 г., № 582)

## Португалия
Португальская Республика
1. Герасимов, Геннадий Иванович (до 16 марта 1993 г., № 343)
2. Смирнов, Александр Петрович (16 марта 1993 г., № 344 — 28 августа 1998 г., № 1000)
3. Тарасов, Геннадий Павлович (27 августа 1998 г., № 997 — 1 февраля 2002 г., № 431)
4. Хакимов, Бахтиер Маруфович (19 июня 2002 г., № 622 — 11 апреля 2006 г., № 357)
5. Петровский, Павел Фёдорович (11 апреля 2006 г., № 358 — 25 января 2013 г., № 40)
6. Белоус, Олег Николаевич (25 января 2013 г., № 41 — умер 8 мая 2018 г.)
7. Камынин, Михаил Леонидович (с 18 июня 2018 г., № 343)

## Румыния
Румыния
1. Богданов, Феликс Петрович (до 31 декабря 1992 г., № 1737)
2. Островенко, Евгений Дмитриевич (31 декабря 1992 г., № 1738 — 9 октября 1997 г., № 1109)
3. Кеняйкин, Валерий Федорович (9 октября 1997 г., № 1111 — 21 января 2002 г., № 65)
4. Толкач, Александр Александрович (21 января 2002 г., № 66 — 28 июня 2006 г., № 649)
5. Чурилин, Александр Анатольевич (28 июня 2006 г., № 650 — 15 декабря 2011 г., № 1627)
6. Мальгинов, Олег Сергеевич (15 декабря 2011 г., № 1628 — 7 июня 2016 г., № 266)
7. Кузьмин, Валерий Иванович (7 июня 2016 г., № 267 — 16 апреля 2024 г., № 259)
8. Липаев, Владимир Георгиевич (с 16 апреля 2024 г., № 260)

## Сан-Марино
Республика Сан-Марино (послами по совместительству назначаются послы в Италии)
1. Кеняйкин, Валерий Фёдорович (11 декабря 1993 г., № 2128 — 9 октября 1997 г., № 1110)
2. Спасский, Николай Николаевич (14 ноября 1997 г., № 1221 — 16 декабря 2003 г., № 1490)
3. Мешков, Алексей Юрьевич (27 февраля 2004 г., № 272 — 14 декабря 2012 г., № 1663)
4. Разов, Сергей Сергеевич (6 мая 2013 г., № 440 — 4 апреля 2023 г., № 241)
5. Парамонов, Алексей Владимирович (с 4 апреля 2023 г., № 243)

## Северная Македония
Республика Северная Македония
1. Добросердов, Пётр Тимофеевич (25 сентября 1996 г., № 1393 — 28 апреля 2000 г., № 761)
2. Ивановский, Владимир Евгеньевич (21 июня 2000 г., № 1153 — 7 февраля 2002 г., № 149)
3. Асатур, Агарон Николаевич (7 февраля 2002 г., № 150 — 8 июня 2006 г., № 563)
4. Солоцинский, Владимир Дмитриевич (8 июня 2006 г., № 564 — 17 ноября 2010 г., № 1439)
5. Щербак, Олег Николаевич (17 ноября 2010 г., № 1440 — 3 августа 2018 г., № 472)
6. Баздникин, Сергей Александрович (с 3 августа 2018 г., № 473)

## Сербия
Союзная Республика Югославия — Сербия и Черногория — Республика Сербия
1. Шикин, Геннадий Серафимович (до 29 января 1996 г., № 119)
2. Котов, Юрий Михайлович (29 января 1996 г., № 120 — 31 декабря 1999 г., № 1779)
3. Егошкин, Валерий Евгеньевич (31 декабря 1999 г., № 1780 — 7 февраля 2002 г., № 151)
4. Ивановский, Владимир Евгеньевич (7 февраля 2002 г., № 152 — 22 сентября 2004 г., № 1199)
5. Алексеев, Александр Николаевич (22 сентября 2004 г., № 1200 — 27 марта 2008 г., № 415)
6. Конузин, Александр Васильевич (27 марта 2008 г., № 416 — 26 сентября 2012 г., № 1306)
7. Чепурин, Александр Васильевич (26 сентября 2012 г., № 1307 — 10 июня 2019 г., № 255)
8. Боцан-Харченко, Александр Аркадьевич (с 10 июня 2019 г., № 256)

## Словакия
Словацкая Республика
1. Ястржембский, Сергей Владимирович (3 июня 1993 г., № 841 — 13 августа 1996 г., № 1161)
2. Зотов, Сергей Сергеевич (25 ноября 1996 г., № 1605 — 11 сентября 1998 г., № 1093)
3. Аксенёнок, Александр Георгиевич (11 ноября 1998 г., № 1353 — 14 августа 2002 г., № 888)
4. Бородавкин, Алексей Николаевич (14 августа 2002 г., № 889 — 9 апреля 2004 г., № 517)
5. Удальцов, Александр Иванович (16 июня 2005 г., № 701 — 20 апреля 2010 г., № 483)
6. Кузнецов, Павел Маратович (20 апреля 2010 г., № 484 — 10 сентября 2014 г., № 616)
7. Федотов, Алексей Леонидович (10 сентября 2014 г., № 617 — 23 октября 2020 г., № 639)
8. Братчиков, Игорь Борисович (с 23 октября 2020 г., № 640)

## Словения
Республика Словения
1. Никифоров, Алексей Леонидович (23 декабря 1994 г., № 2211 — 23 октября 1997 г., № 1132)
2. Караханов, Тигран Александрович (2 апреля 1998 г., № 337 — 17 июня 2002 г., № 598)
3. Долгов, Вячеслав Иванович (17 июня 2002 г., № 599 — 10 декабря 2004 г., № 1527)
4. Ванин, Михаил Валентинович (10 декабря 2004 г., № 1528 — 23 сентября 2009 г., № 1074)
5. Завгаев, Доку Гапурович (23 сентября 2009 г., № 1075 — 18 ноября 2019 г., № 557)
6. Эйвазов, Тимур Рафаилович (с 18 ноября 2019 г., № 558)

## Украина
1. Смоляков, Леонид Яковлевич (14 февраля 1992 г., № 140 — 24 мая 1996 г., № 773)[1]
2. Дубинин, Юрий Владимирович (24 мая 1996 г., № 774 — 6 августа 1999 г., № 1005)[2]
3. Абоимов, Иван Павлович (6 августа 1999 г., № 1007 — 21 мая 2001 г., № 572)
4. Черномырдин, Виктор Степанович (21 мая 2001 г., № 573 — 11 июня 2009 г., № 654)
5. Зурабов, Михаил Юрьевич (5 августа 2009 г., № 937 — 28 июля 2016 г., № 376)
6. Торопов, Сергей Львович (28 июля 2016 г. — 16 ноября 2016 г.) (временный поверенный)
7. Лукашик, Александр Петрович (16 ноября 2016 г. — ? февраля 2022 г.) (временный поверенный)
8. Жеглов, Владимир Юрьевич (? — 24 февраля 2022 г.) (временный поверенный)

## Финляндия
Финляндская Республика
1. Аристов, Борис Иванович (до 10 февраля 1992 г., № 128)
2. Дерябин, Юрий Степанович (10 февраля 1992 г., № 129 — 2 ноября 1996 г., № 1515)
3. Абоимов, Иван Павлович (2 ноября 1996 г., № 1516 — 6 августа 1999 г., № 1006)
4. Пацев, Александр Константинович (25 августа 1999 г., № 1113 — 21 апреля 2003 г., № 448)
5. Гринин, Владимир Михайлович (21 апреля 2003 г., № 449 — 21 апреля 2006 г., № 416)
6. Румянцев, Александр Юрьевич (21 апреля 2006 г., № 418 — 14 августа 2017 г., № 371)
7. Кузнецов, Павел Маратович (с 14 августа 2017 г., № 372)

## Франция
Французская Республика
1. Рыжов, Юрий Алексеевич (4 января 1992 г., № 2 — 18 декабря 1998 г., № 1597)
2. Афанасьевский, Николай Николаевич (18 декабря 1998 г., № 1598 — 20 февраля 2002 г., № 189)
3. Авдеев, Александр Алексеевич (21 февраля 2002 г., № 194 — 12 мая 2008 г., № 739)
4. Орлов, Александр Константинович (1 декабря 2008 г., № 1664 — 23 октября 2017 г., № 507)
5. Мешков, Алексей Юрьевич (с 23 октября 2017 г., № 508)

## Хорватия
Республика Хорватия
1. Керестеджиянц, Леонид Владимирович (8 сентября 1992 г., № 1067 — 15 ноября 1996 г., № 1549)
2. Сенкевич, Мечеслав Иванович (23 января 1997 г., № 44 — 14 октября 1998 г., № 1260)
3. Кузьмин, Эдуард Леонидович (2 марта 1999 г., № 262 — 17 февраля 2004 г., № 205)
4. Конаровский, Михаил Алексеевич (17 февраля 2004 г., № 206 — 23 июля 2009 г., № 845)
5. Маркарян, Роберт Вартанович (23 июля 2009 г., № 846 — 30 июня 2015 г., № 332)
6. Азимов, Анвар Сарварович (30 июня 2015 г., № 333 — 21 августа 2020 г., № 518)
7. Нестеренко, Андрей Алексеевич (21 августа 2020 г., № 519 — 7 мая 2024 г., № 307)
8. Нуризаде, Александр Беюкович (с 7 мая 2024 г., № 308)

## Черногория
Республика Черногория
1. Герасимов, Яков Фёдорович (29 января 2007 г., № 88 — 30 марта 2011 г., № 366)
2. Нестеренко, Андрей Алексеевич (30 марта 2011 г., № 367 — 30 июня 2015 г., № 334)
3. Грицай, Сергей  Николаевич (30 июня 2015 г., № 335 — 1 июля 2019 г., № 305)
4. Масленников, Владислав Владиславович (1 июля 2019 г., № 306 — 12 сентября 2024 г., № 776)
5. Лукашик, Александр Петрович (с 10 апреля 2025 г., № 222)

## Чехия
Чешская Республика
1. Лебедев, Александр Александрович (до 4 ноября 1996 г., № 1532)
2. Рябов, Николай Тимофеевич (12 ноября 1996 г., № 1540 — 9 сентября 2000 г., № 1639)
3. Савольский, Игорь Сергеевич (27 ноября 2000 г., № 1938 — 11 марта 2004 г., № 343)
4. Федотов, Алексей Леонидович (11 марта 2004 г., № 344 — 30 августа 2010 г., № 1084)
5. Киселёв, Сергей Борисович (30 августа 2010 г., № 1085 — 19 февраля 2016 г., № 69)
6. Змеевский, Александр Владимирович (с 19 февраля 2016 г., № 70)

## Швейцария
Швейцарская Конфедерация
1. Новожилова, Зоя Григорьевна (до 2 марта 1992 г., № 222)
2. Степанов, Андрей Иванович (21 сентября 1992 г., № 1113 — 21 октября 1999 г., № 1409)
3. Черкашин, Дмитрий Дмитриевич (1 февраля 2001 г., № 108 — 12 сентября 2007 г., № 1185)
4. Братчиков, Игорь Борисович (12 сентября 2007 г., № 1186 — 21 февраля 2012 г., № 220)
5. Головин, Александр Васильевич (21 февраля 2012 г., № 221 — 9 декабря 2016 г., № 660)
6. Гармонин, Сергей Викторович (с 9 декабря 2016 г., № 661)

## Швеция
Королевство Швеция
1. Гриневский, Олег Алексеевич (22 октября 1991 г., № 2761 — 19 июня 1997 г., № 626)
2. Никифоров, Алексей Леонидович (23 октября 1997 г., № 1133 — 31 мая 2001 г., № 624)
3. Садчиков, Николай Иванович (31 мая 2001 г., № 625 — 5 августа 2005 г., № 925)
4. Кадакин, Александр Михайлович (5 августа 2005 г., № 926 — 4 сентября 2009 г., № 1011)
5. Неверов, Игорь Святославович (4 сентября 2009 г., № 1012 — 7 мая 2014 г., № 306)
6. Татаринцев, Виктор Иванович (7 мая 2014 г., № 307 — 25 октября 2024 г., № 909)
7. Беляев, Сергей Сергеевич (с 25 октября 2024 г., № 910)

## Эстония
Эстонская Республика
1. Кузнецов, Артур Иванович (24 января 1992 г., № 67 — 1 сентября 1992 г., № 1038. Не был окончательно согласован эстонской стороной)
2. Трофимов, Александр Михайлович (1 сентября 1992 г., № 1039 — 23 июля 1997 г., № 769)
3. Глухов, Алексей Ильич (23 июля 1997 г., № 771 — 15 сентября 2000 г., № 1661)
4. Провалов, Константин Константинович (15 сентября 2000 г., № 1662 — 25 июля 2006 г., № 760)
5. Успенский, Николай Николаевич (25 июля 2006 г., № 761 — 14 июля 2010 г., № 904)
6. Мерзляков, Юрий Николаевич (14 июля 2010 г., № 905 — 18 августа 2015 г., № 422)
7. Петров, Александр Михайлович (18 августа 2015 г., № 423 — 14 декабря 2021 г., № 710)
8. Липаев, Владимир Георгиевич (14 декабря 2021 г., № 711 — 31 марта 2023 г., № 223)

## Южная Осетия
Республика Южная Осетия
1. Каргиев, Эльбрус Каникоевич (25 октября 2008 г., № 1528 — 23 мая 2017  г., № 228)
2. Кулахметов, Марат Минюрович (c 23 мая 2017 г., № 229)